# پرونده قتل ایته‌وون
پرونده قتل ایته‌وون (انگلیسی: The Case of Itaewon Homicide؛ کره‌ای: 이태원 살인사건; لاتین‌نویسی اصلاح‌شده: Itaewon Salinsageon) یک فیلم محصول کره جنوبی سال ۲۰۰۹ بر اساس داستان واقعی پرونده قتل ایته‌وون است، هنگامی که جو جونگ-پیل دانشجوی دانشگاه هونگ‌ایک در سال ۱۹۹۷ در یک برگر کینگ در ایته‌وون مرده یافت شد، کره در شوک فرورفت. این قتل در سال ۱۹۹۷ توسط مأموران CID، جی. چوی، دی. زلیف، تی. بارنس و بی. کرو بررسی شد. دو نوجوان پردردسر آمریکایی، آرتور پترسون (پسر افسر سابق ارتش آمریکا و مادر کره‌ای) و ادوارد لی مظنون اعلام شدند و محکوم شدند. آرتور پترسون یک سال بعد با عفو ویژه‌ای آزاد شد و ادوارد لی یک سال بعد از آن به دلیل کمبود مدارک آزاد شد. این پرونده هرگز به محکومیت بیشتر منجر نشد. در این فیلم جانگ گیون سوک نقش آرتور پترسون و جونگ جین یونگ نقش وکیل وی و سونگ جونگ کی نقش قربانی را بازی کرد. این فیلم تعداد ۵۳۱٬۰۶۸ پذیرش در سراسر کره جنوبی داشت.

## بازیگران
- جونگ جین یونگ در نقش دادستان پارک
- جانگ گیون سوک در نقش رابرت جی. پیرسن (آرتور پترسون)
- شین سونگ-هوان در نقش الکس «ای‌جی» جونگ (ادوارد لی)
- اوک کوانگ-روک در نقش وکیل کیم بیون
- کو چانگ-سوک در نقش پدر الکس
- سونگ جونگ کی در نقش جو جونگ-پیل (قربانی قتل)
- جاش کروت در نقش دیوید
- پارک سو-یونگ در نقش رئیس چوی
- کیم جونگ-کی در نقش قاضی
- چوی ایل هوا در نقش پدر جونگ-پیل
- کیم مین-کیونگ در نقش مادر جونگ-پیل
- سونگ یونگ-چانگ
- جو سونگ-اون
- پارک جین-یونگ در نقش وکیل جانگ
- جین کیونگ در نقش همسر دادستان پارک